# Aulacophora nigripennis
Aulacophora nigripennis  (лат.) — вид жуков-листоедов рода Aulacophora из подсемейства козявок (Galerucinae).

## Распространение
Восточная Азия: Китай, Тайвань, Южная Корея, Япония. Один из 10 видов рода, обнаруженных на Тайване.

## Описание
Мелкие жуки, чёрные и блестящие, кроме желтовато-коричневых головы, переднегрудки, скутеллюма и брюшка. Самцы: длина 6,0-6,8 мм, ширина 3,3-3,9 мм. Самки: длина 6,2-7,1 мм, ширина 3,5-4,2 мм). Усики 11-члениковые. Тело овально-вытянутое, места прикрепления усиков разделены, пронотум с поперечным вдавлением (бороздкой), эпиплеврон элитр усечён (резко суживается к вершине) за средней линией надкрылий, передние тазиковые впадины сзади открытые, абдоминальный 5-й вентрит трёхлопастный, голени вооружены апикальными шпорами, коготки лапок раздвоенные.
Питаются двудольными растениями: Cucurbitaceae: Trichosanthes cucumeroides, Lagenaria siceraria; Fabaceae: Callerya reticulata.
Вид был впервые описан в 1857 году, а его валидность была подтверждена в ходе ревизии рода тайваньским энтомологом Хи-Фенг Ли (Chi-Feng Lee; Taiwan Applied Zoology Division, Taiwan Agricultural Research Institute, Taichung, Тайвань) и голландским колеоптерологом Роном Биненом (Ron Beenen; Martinus Nijhoffhove, Nieuwegein, Нидерланды).